# 5861 Glynjones
Az 5861 Glynjones (ideiglenes jelöléssel 1982 RW) a Naprendszer kisbolygóövében található aszteroida. Edward L. G. Bowell fedezte fel 1982. szeptember 15-én.